# هندسة وراثية

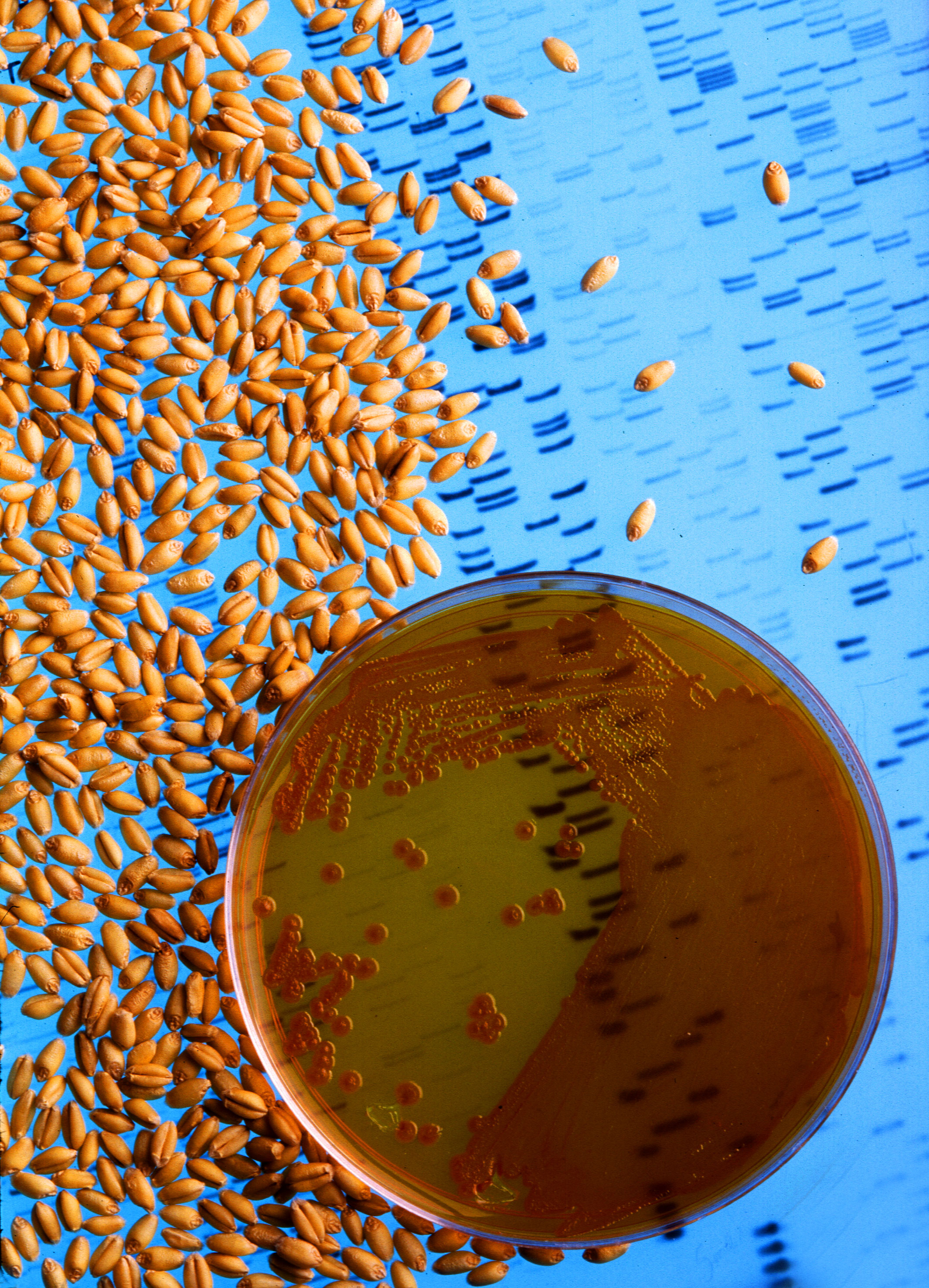
عناصر الهندسة الوراثية

الهندسة الوراثية (بالإنجليزية: Genetic Engineering) وتسمى أيضاً بالتعديل الوراثي هي تلاعب إنساني مباشر بالمادة الوراثية للكائن الحي بطريقة لا تحدث في الظروف الطبيعية وتتضمن استخدام الدنا المؤشب غير أنها لا تشمل التربية التقليدية للنباتات والحيوانات والتطفير ويعتبر أي كائن حي يتم إنتاجه باستخدام هذه التقنيات كائنا معدلا وراثيا. كانت البكتيريا هي أول الكائنات التي تمت هندستها وراثيا في عام 1973 ومن ثم تليها الفئران في عام 1974، وقد تم بيع الإنسولين الذي تنتجه البكتيريا في العام 1982 بينما بدأ بيع الغذاء المعدل وراثيا منذ العام 1994.
إن الهندسة الوراثية هي التقنية التي تتعامل مع الجينات، البشرية منها والحيوانية بالإضافة إلى جينات الأحياء الدقيقة، أو الوحدات الوراثية المتواجدة على الكروموسومات فصلاً ووصلاً وإدخالاً لأجزاء منها من كائن إلى آخر بغرض إحداث حالة تمكن من معرفة وظيفة (الجين) أو بهدف زيادة كمية المواد الناتجة عن التعبير عنه أو بهدف استكمال ما نقص منه في خلية مستهدفة.
يتطلب الشكل الأكثر شيوعا من الهندسة الوراثية إدخال مادة وراثية جديدة في موقع غير محدد من جين العائل. يمكن تحقيق ذلك عن طريق عزل ونسخ المادة الوراثية ذات العلاقة، وتوليد بناء يتضمن كل العناصر الجينية بغرض الحصول على تعبير وراثي صحيح ومن ثم إدخال هذا البناء في الكائن العائل. تحتوي الأشكال الأخرى من الهندسة الوراثية استهداف الجين وضرب جينات محددة باستخدام النيوكلييزيز (Nucleases) المهندس مثل نكلياز أصبع الزنك (بالإنجليزية: Zinc-Finger Nuclease) أو أنزيمات التوجيه (بالإنجليزية: Homing Endonucleases) المعدلة وراثيا.
طبقت تقنيات الهندسة الوراثية في مجالات عدة تتضمن البحث والتقنيات الحيوية والطب، ويتم حاليا إنتاج أدوية مثل الإنسولين وهرمون النمو البشري في البكتيريا، استخدمت فئران التجارب مثل فأر الأورام (بالإنجليزية: OncoMouse) والفئران المعطلة وراثيا (بالإنجليزية: Knockout Mouse) لأغراض البحث العلمي وإنتاج المحاصيل المقاومة للحشرات و-أو المحاصيل المتحملة للمبيدات تم تسويقها تجاريا.
تم تطوير نباتات وحيوانات مهندسة وراثيا قادرة على إنتاج عقاقير أقل تكلفة من الطرق الحالية باستخدام طريقة التقنيات الحيوية (وتدعى بالصيدلة البيولوجية أو الحيوانية)، وفي عام 2009 قامت إدارة الأغذية والعقاقير بالموافقة على بيع البروتين الدوائي الذي يدعى مضاد الثرومبين (بالإنجليزية: Antithrombin) والذي يتم إنتاجه في حليب الماعز المهندس وراثيا.

## تعريف الهندسة الوراثية
تقوم الهندسة الوراثية بتعديل التركيب الوراثي لكائن حي باستخدام تقنيات تُقدّم المادة الوروثية التي تحضّر خارج الكائن الحي إما مباشرة داخل العائل أو داخل خلية تدمج أو تهجن مع العائل. تتطلب هذه العملية استخدام تقنيات الحمض النووي المؤشب (الدنا أو الرنا) لتشكيل تركيبات جديدة من المادة الجينية الموروثة متبوعة باختلاط هذه المادة إما بطريقة غير مباشرة باستخدام نظام ناقل أو مباشرة عبر تقنيات التلقيح المجهري وحقن الماكرو والكبسلة الدقيقة. لا تتضمن الهندسة الوراثية التربية التقليدية للنباتات والحيوانات والتخصيب في المختبر وتقديم تعدد الصيغ الصبغية والطفرات وتقنيات دمج الخلايا التي لا تستخدم الأحماض النووية المؤشبة أو الكائنات الحية المعدلة وراثيا في العملية. يمكن استخدام الهندسة الوراثية ضمن أبحاث الاستنساخ والخلايا الجذعية مع أنها لا تعتبر هندسة وراثية  إلا أنها وثيقة الصلة بها. علم الأحياء التخليقي هو نظام ناشئ والذي يتقدم بالهندسة الوراثية خطوة إلى الأمام عن طريق تقديم المادة الوراثية المخلّقة صناعيا من مواد خام إلى كائن حي.
إذا ما أضيفت مادة وراثية من أنواع أخرى إلى العائل؛ فإن الكائنات الناتجة تدعى بالمعدلة وراثيا. أما إن كانت المادة الوراثية التي استخدمت هي من نفس النوع أو من نوع يمكن له أن يتناسل طبيعيا مع العائل فإن الكائن الناتج يدعى بالكائن ذي الصلة (Cisgenesis). يمكن استخدام الهندسة الوراثية أيضا في إزالة المادة الوراثية من الكائن الهدف، مما يخلق كائنا معطّلا. يعتبر التعديل الجيني في أوروبا مرادفا للهندسة الوراثية بينما يستخدم نفس اللفظ داخل الولايات المتحدة الأمريكية للدلالة على طرق التكاثر التقليدية.

## النظرة التاريخية
تمكّن البشر من تعديل جينومات الأنواع لآلاف السنين عبر الانتخاب الاصطناعي وباستخدام التطفير حديثا. لم تتواجد الهندسة الوراثية كمفهوم التلاعب المباشر الذي يمارسه البشر على الدنا خارج نطاق التناسل والطفرات إلا منذ عام سبعينيات القرن الماضي. صيغ مصطلح «الهندسة الوراثية» لأول مرة بواسطة جاك ويليامسون في رواية الخيال العلمي «جزيرة التنين» التي نشرت عام 1951. وقد كان كل من ألفريد هيرشي ومارثا تشيس قد أكدا دور الدنا في الوراثة قبل ذلك بسنة كما وأثبت جيمس واتسون وفرانسييس كريك أن جزيء الدنا ذو تركيب حلزوني مزدوج قبل ذلك بسنتين.
في عام 1972 أنشأ بول بيرغ أول جزيئات دنا مؤشبة بواسطة الدنا المجمّع من الفيروس القردي SV40 إضافة إلى ذلك المأخوذ من فيروس اللمدا. اخترع كل من هيربرت بويرز وستانلي كوهين أول كائن حي معدل وراثيا (Transgenic) في عام 1973 عن طريق إدخال جينات مقاومة للمضادات الحيوية في بلازميد بكتيريا الإشريكية القولونية. بعد ذلك بعام، صنع رودلف جانيسش فأرا معدلا جينيا عن طريق تقديم دنا غريب في جنين الفأر جاعلا منه أول حيوان معدل جينيا في العالم. في عام 1976 تم تأسيس شركة غينيتيك وهي أول شركة هندسة جينية أسسها هيربرت بوير وروبرت سوانسون وبعد ذلك بعام أنتجت الشركة هرمونا بشريا (سوماتوستاتين) في الإشريكية القولونية. أعلنت غينيتيك إنتاج الإنسولين البشري المهندس وراثيا في العام 1978. في عام 1980، أصدرت المحكمة العليا للولايات المتحدة الأمريكية في قضية دياموند ضد تشاكارباتي حكما يقضي بإمكانية أن يكون للحياة المعدلة جينيا براءة اختراع. تمت الموافقة على التصريح بإنتاج الإنسلوين الذي تنتجه البكتيريا ويدعى بالهوملوين بواسطة إدارة الغذاء والدواء في عام 1982.
جرت محاولات التجارب الميدانية لإنتاج النباتات المعدلة وراثيا في فرنسا والولايات المتحدة في عام 1986 حيث تمت هندسة نباتات التبغ بغرض جعلها مقاومة لمبيدات الأعشاب. كانت جمهورية الصين الشعبية أول دولة تسوق النباتات المعدلة وراثيا مقدمة تبغا مقاوما للفيروسات في عام 1992. في عام 1994 حصلت شركة مونسانتو على الموافقة على تسويق طماطم Flavr Savr تجاريا وهي طماطم تمت هندستها لتمتلك فترة صلاحية أطول (shelf life). في عام 1994 وافق الاتحاد الأوروبي على التبغ المهندس وراثيا ليكون مقاوما لمبيد الأعشاب برومينال مما يجعله أول محصول مهندس جينيا في أوروبا. في عام 1995، أعلنت وكالة حماية البيئة أن بطاطا بت بوتاتو (Bt Potato) آمنة مما يجعلها أول مبيد حشري للمحاصيل تتم الموافقة عليه في الولايات المتحدة. في عام 2009 تمت زراعة 11 محصولا معدلا وراثيا في 25 دولة بغرض تسويقها وكانت الدول التي تمتلك أكبر مساحات مزروعة هي الولايات المتحدة والبرازيل والأرجنتين والهند وكندا والصين والبوروغواي وجنوب أفريقيا.
في عام 2010، أعلن العلماء في معهد ج. كريغ فينتر أنهم قد أنشأوا أول جينوم بكتيري مخلّق وأضافوه إلى خلية لا تحتوي أي دنا، وكان الجرثوم الناتج والمسمى سينثيا أول شكل من الحياة المخلقة في العالم.
مع اكتشاف الكروموسومات تم التوصل إلى معرفة الجينات على أنها أشرطة مسجل عليها صفات الكائن أو الخلية المادية. وهذه الجينات ما هي إلا سلم مزدوج من الحمض الريبي النووي منقوص الأوكسجين DNA كما يعرف بحامل الشيفرات الوراثية.
1- أن DNA هو حامل الشفرة الوراثية.
2- أن الصفات التي يحملها تترجم منه إلى بروتينات تتجسد على هيئة الصفة المطلوب تنفيذها.
3- أن كل خيط يمكن أن يكون قالباً يتكون عليه خيط جديد يتزاوج معه مستخدماً وحداته البنائية من السيتوبلازم.
4- أنه يمكن قطع ووصل هذا اللولب المزدوج بوسائل تقنية متعددة وفي أماكن مختلفة. كما يمكن بسهولة فصل زوجي اللولب.
5- أنه يمكن قص ولصق قطعة منه من مكان لآخر.
6- أن تغييراً أو تدميراً يشوه هذا النظام يؤدي إلى: إما نتيجة قاتلة للكائن أو حالة مرضية مترتبة على تعطل صفة من صفاته والتي تختلف من حيث أهميته
7- إن تركيب DNA ومكوناته هي [ سكر، وأدنين، وفوسفات ] وهذه التركيبة مشتركة في جميع الكائنات من الأحياء الدقيقة إلى الفيل.

## كيفية إجراء الهندسة الوراثية

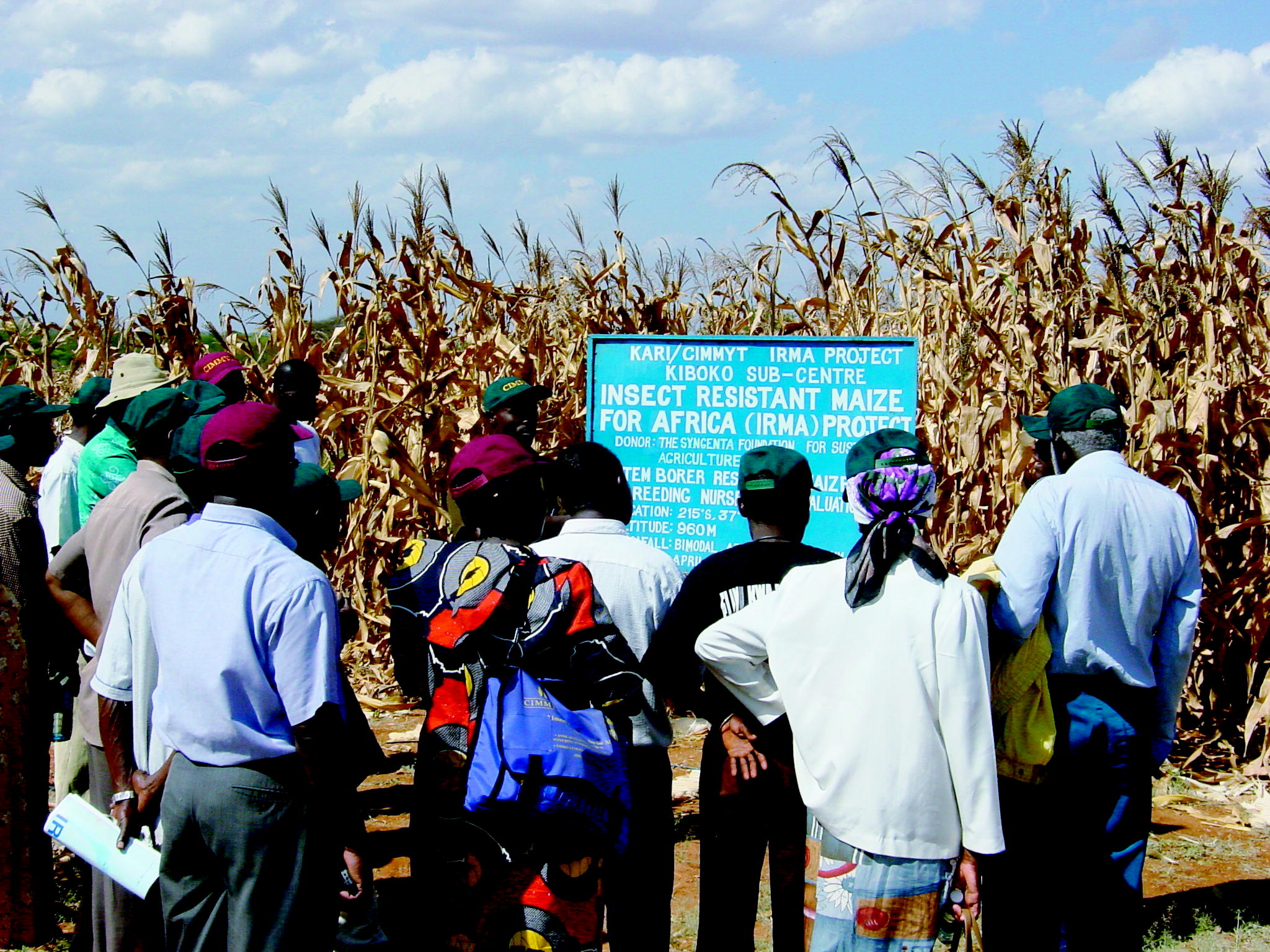
مجموعة من الكينيين يفحصون محاصيل مقاومة للحشرات

تتم الهندسة الوراثية بعدة طرق تكون بشكل أساسي مؤلفة من 4 خطوات:
1- عزل الجين المرغوب: يتم العزل من خلال تحديد الجين المرغوب إدخاله إلى الخلايا من خلال معلومات مسبقة عن المورثات والتي يتم الحصول عليها إما من خلال عمل مكتبات من دنا متمم أو gDNA ومن ثم تتم مضاعفة هذه الجينات باستخدام تفاعل سلسلة البوليميرز.
2- إدخال أو تحميل الجين المرغوب في حامل مناسب مثل بلازميد. كما يمكن استخدام حوامل أخرى مثل الحوامل الفيروسية أو الليبوزوم.
3- إدخال الحامل في خلايا المتعضية المراد تعديلها، وتتم بعدة طرق منها بندقية الدنا.
4- عزل وفصل الخلايا أو المتعضيات التي تعدلت وراثياً بنجاح عن الطبيعية. ويتم ذلك بعدة طرق منها: استخدام مسبار الدنا للتحري عن الجين المدخل أو باستخدام المعلمات التمييزية (بالإنجليزية: Selectable Marker) للتحري عن صفة مقاومة موجودة مع الحامل وتكون مميزة بمقاومتها لصفة معينة كالمعلمات التمييزية التي تكسب مقاومة لمضاد حيوي معين.

### عزل الجين
في البداية، يتم اختيار وعزل الجين المراد إدخاله في الكائن المعدل وراثيا. توفر معظم الجينات المنقولة إلى النباتات حاليا نوعا من الحماية ضد الحشرات أو المرونة ضد المبيدات الحشرية كما أن معظم الجينات التي تستخدم في الحيوانات هي الجينات الخاصة بهرمونات النمو. يتم عزل الجين بمجرد اختياره ويتطلب هذا عادة مضاعفة الجين باستخدام تفاعل سلسلة البلمرة (PCR). إذا ما كان الجين المختار أو جينوم الكائن الواهب مدروسا بشكل جيد فيمكن حينها تقديمهما في المكتبة الوراثية أما إذا ما كانت سلسلة الدنا معروفة مع عدم توفر نسخ من الجين فيمكن تخليقه صناعيا، وبمجرد عزل الجين يتم إدخاله إلى بلازميد بكتيري.

### تجهيز المتراكبات الوراثية
يجب جمع الجين المراد إدخاله في الكائن المعدل جينيا مع باقي العناصر الجينية وذلك كي تعمل بشكل فعال ويمكن تعديل الجين عند هذه المرحلة أيضا وذلك لحصول على تعبير أو فعالية أفضل. فضلا عن الجين الذي سيتم إدخاله فإن معظم بناء الدنا يحوي محفّزا ومنطقة غالقة كجين المعلمات التمييزية. تبدأ منطقة المحفز نسخا للجين ويمكن استخدامه للسيطرة على موقع ومستوى تعبير الجين، بينما تنهي منطقة الغلق النسخ. تمنح المعلمات التميزية في معظم الحالات مقاومة للمضادات الحيوية للكائن الحي الذي تعبّر فيه وهو من الأهمية بمكان لتحديد ما هي الخلايا التي ستتحول إلى جين جديد. تبنى متراكبات الدنا باستخدام تقنيات الدنا المؤشب مثل الهضم المحدود وعملية ربط الدنا والاستنساخ الجزيئي.

### الجينات المستهدفة
يتطلب الشكل المتعارف عليه من الهندسة الجينية إدخال مادة وراثية جديدة عشوائيا داخل جينوم العائل. تسمح التقنيات الأخرى للمادة الجينية الجديدة بأن تدخل في موقع محدد من جينوم العائل أو إنتاج طفرات في الموقع الجيني المرغوب قادرة على تعطيل جينات أصلية. تستخدم تقنيات استهداف الجين التأشيب المماثل لاستهداف التغيرات المطلوبة المستهدفة وعامة يتطلب استخدام المعلمات التمييزية. يمكن تحسين تكرارات استهداف الجين بشكل كبير جدا باستخدام النيوكليزيز المهندسة مثل نيوكليزيز أصبع الزنك  ونيوكليزيز التوجيه المهندسة  أو تلك التي تصنع من مؤثرات تال. يستخدم النيوكلييزيز المهندس إضافة إلى تحسين استهداف الجين في تقديم الطفرات في الجينات الأصلية التي تولّد جينا معطلا
.

### التحول

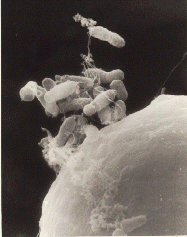
بكتريا أجرعية مورمة تربط نفسها إلى الخلية الصحيحة

تستطيع حوالي 1 بالمئة من البكتيريا استغلال الدنا الغريب بشكل طبيعي ولكن يمكن حث هذا الدنا أيضا في بكتيريا أخرى. يمكن أن يتسبب إجهاد البكتيريا مثلا باستخدام صدمة حرارية أو كهربائية في جعل غشاء الخلية منفذا للدنا الذي قد يتحد مع جينوم الخلية أو يتواجد على شكل دنا خارج صبغي. يتم إدخال الدنا عادة إلى خلايا الحيوان باستخدام التلقيح المجهري، حيث يمكن حقنه داخل الغلاف النووي للخلايا داخل النواة مباشرة أو عبر استخدام النواقل الفيروسية. يتم إدخال الدنا في النباتات عادة باستخدام تأشيب الأجرعية المتوسط أو البيولستية.
في تأشيب الأجرعية-المتوسط يجب أن يحتوي تركيب البلازميد أيضا على الدنا الناقل. تقوم الأجرعية بإدخال الدنا بشكل طبيعي من البلازميد المستحث على تكوين الأورام إلى أي جينوم نبتة سريع التأثر يصيبه بالعدوى مما يسبب أمراض تدرن التاج (بالإنجليزية: Crown Gall). تعد منطقة الدنا الناقل من هذا البلازميد مسؤولة عن إدخال الدنا. يتم استنساخ الجينات التي سيتم إدخالها إلى نواقل ثنائية والذي سيحوي الدنا الناقل ويمكن أن ينمو في كل من الإشريكية القولونية والأجرعية. بمجرد بناء الناقل الثنائي يتم تحويل البلازميد إلى أجروباكتيرم لا يحتوي على أي بلازميدات وتتم إصابة خلايا النباتات بالعدوى. سيتم عندها إدخال الأجرعية في المادة الوراثية لخلايا النباتات.
أثناء عملية البيولستية يتم تغليف جزيئات الذهب أو التنغستون بالدنا ومن ثم إطلاقها إلى خلايا نبات أصغر عمرا أو جنين نبتة. بعض المادة الوراثية سيدخل إلى الخلية وينقل هذه الجزيئات. يمكن استخدام هذه الطريقة في النباتات التي ليست حساسة لعدوى الأجرعية والتي تسمح أيضا بتحويل بلاستيدات النبات. توجد طريقة أخرى للتحويل تستخدم لتحويل خلايا النبات والحيوان وتدعى بالتثقيب الكهربائي. يتطلب التثقيب الكهربائي تعريض خلايا النبات أو الحيوان إلى صدمة كهربائية والتي قد تتسبب في جعل غشاء الخلية منفذا للدنا البلازميدي. في بعض الحالات ستتحد الخلايا المثقبة كهربائيا مع الدنا في الجينوم الخاص بها. وتبعا للدمج الحاصل للخلايا والدنا فإن فاعلية التحويل لكل من البيوليستية والتثقيب الكهربائي تكون أقل من تحويل الأجرعية المتوسط والتلقيح المجهري.

### الانتخاب
لا تتحول جميع خلايا الكائن الحي عند إدخال المادة الوراثية الجديدة ففي معظم الحالات فإن المعلمات التمييزية سيتم استخدامها للتفريق بين الخلايا المحوّلة وغير المحوّلة. إذا ما تم تحويل الخلية بنجاح باستخدام الدنا فإنها ستحتوي أيضا على الجين المؤشر. عن طريق إنماء الخلايا في حضور مضاد حيوي أو مادة كيميائية تنتخب أو تعلّم الخلايا التي تقدم ذلك الجين فإنه يصبح من الممكن فصل الأحداث المعدلة وراثيا عن غير المعدلة وتتطلب طريقة فحص أخرى استخدام مسبار الدنا والذي سيلتصق فقط بالجين المدخل. طورت عدد من الاستراتيجيات التي تسمح بإزالة المؤشر المختار من النبتة الناضجة المعدلة جينيا.

### التجديد
كلما تم تحوّل خلية مفردة داخل المادة الوراثية فلا بد أن ينمو الكائن مجددا من تلك الخلية. بما أن البكتيريا تتكون من خلية مفردة ويعاد إنتاجها بالاستنساخ فإن التجديد يغدو غير ضروري في هذه الحالة. يتم تحقيق هذا في النباتات عن طريق استخدام زراعة الأنسجة. ولكل نوع من النباتات مطالب مختلفة للتجديد الناجح باستخدام زراعة الأنسجة. وفي حالة نجاحها فالنبتة البالغة التي تنتج ستحوي مورثا عابرا أو جينا منقولا (Transgene) في كل خلية. يجب التأكد من أن الدنا المدخل في الحيوانات هو حاضر في الخلايا الجنينية الجذعية. عند إنتاج السلاسل يمكن التأكد من وجود الجين عن طريق الفحص. ستكون كل السلاسل الجيل الأول متغايرة الزايجوتات (Heterozygous) للجين المدخل ويجب أن تتزاوج هذه السلاسل لإنتاج حيوان متماثل.
بالنسبة للحيوانات، من الضروري أن يتم دمج الحمض النووي المقدم ليس فقط في خلايا الجذعية الجنينية، ولكن أيضًا في خلايا معينة متعلقة بالتجديد، مثل خلايا الجذعية أو الخلايا الجسدية التي يتم تنشيطها بعد الإصابة. تستخدم بعض الأنواع، مثل السلمندر والأسماك الزرد، استراتيجيات مختلفة: السلمندر يقوم بإعادة تمايز أليافه العضلية إلى خلايا جذعية، بينما في حالة الأسماك، يمكن أن تستند عملية التجديد إلى خلايا خفية لم يتم تحديدها مسبقًا. تُظهر هذه المرونة الخلوية أهمية فهم الآليات المتنوعة حسب الأنواع وأنواع الأنسجة المعنية. من أجل إنتاج سلالات حيوانية تحتوي على جين تم إدخاله بشكل مستقر، هناك حاجة إلى اختيار دقيق، يتبعه تزاوج للحصول على أفراد متماثلة جينيًا تحمل الجين المنقول في جميع خلاياها.

### التأكيد
توجد حاجة لإجراء فحوص إضافية باستخدام سلسلة تفاعل البلمرة واللطخة الجنوبية والاختبارات البيولوجية للتأكيد على أن تعبير الجين قد تم وبأنه يؤدي وظيفته بنجاح كما ويتم فحص ذراري الكائن أيضا لتأكيد أنه يمكن وراثة الظاهرة الشكلية وبأنها تتبع نمط وراثة مندل.

## التطبيقات
للهندسة الجينية تطبيقات في الطب والأبحاث والصناعة والزراعة ويمكن أن تستخدم على نطاق واسع من النباتات والحيوانات والكائنات الدقيقة.
هنالك العديد من التطبيقات للهندسة الوراثية نذكر منها:
- إنتاج بعض الأدوية بكميات كبيرة: يعتبر الإنسولين أول الأدوية البشرية المصنعة بطريق الهندسة الوراثية عام 1982.كما أُمكن من خلال هذه الهندسة الحصول على عامل التجلط البشري وعوامل إذابة الجلطة.
- إنتاج الهرمونات بكميات وافرة: مثل هرمون النمو عند الإنسان.
- إنتاج بعض اللقاحات مثل لقاح التهاب الكبد الفيروسي B.
- إنتاج متعضيات معدلة وراثياً: مثل الخضروات المقاومة للطاعون والعدوى لجرثومية كما وتبقى طازجة لمدة أطول من الخضروات الطبيعية.

بعض الأمثلة:
جاء في مجلة العلوم الأمريكية مجلد 13 عدد 4 أبريل 1997 (ترجمة الكويت) ما يأتي:
- في عام 1981 أوضح (W.J كوردن) وزملاؤه في جامعة يال: أن الجنين المخصب لفأر يستطيع أن يدمج مادة جينية غريبة (DNA) في صبغياته (مورثاته) وبعدها جاء علماء من جامعة (أوهايو) الذين برهنوا أن الجين (وهو قطعة من DNA تحمل رموزاً لبروتين معين المأخوذ من الأرنب يمكن أن يؤدي وظيفته في الفأر بعد حقنه في جنين فأر وحيد الخلية) وكان من المدهش أن لاحظ العلماء أن DNA الغريب والمحقون من خلايا الأرنب إلى خلايا الفأر سرعان ما يتكامل مع صفات الفأر، ويحتمل أن تكون الخلية ميزته على أنه قطعة مكسورة من DNA الخاص بها والذي يحتاج إلى ترميم.
- وفي 1987 ظهر اكتشاف هام آخر يتعلق بالحيوانات المحورة جينياً، فقد قام مجموعة من العلماء بابتكار وسائل لتنشيط الجينات الغريبة في الغدة الثديية للفأر كان من نتيجتها تكوين جزيئات بروتينية غريبة وإفرازها في حليب الفأر المحور جينياً.
- وتمخضت هذه الأبحاث الفذة على إمكان إنتاج البروتين البشري (منشط البلازمينوجين) من خلال إدخال الجين البشري حامل هذه الصفة في الخلايا المنتجة للبن في حيوان مختار، لتكون النتيجة أن يخرج هذا البروتين بكميات كبيرة في لبن الحيوان لاستخدامه كوسيلة للعلاج في حالة نقص هذا البروتين في المرضى من البشر.

### في الطب
يمكن استخدام الهندسة الوراثية في الطب لإنتاج الإنسولين وهرمونات النمو البشري وعقار الفولليستيم (بالإنجليزية: Follistim) (الذي يستخدم في معالجة الخصوبة) والألبيومين البشري والأضداد وحيدة النسيلة والعامل المضاد للهيموفيليا واللقاحات وغيرها من العقاقير الكثير. يتطلب التلقيح عادة حقن أشكال مضعفة أو مقتولة أو غير فعالة من الفيروسات أو السميات في الشخص الذي يجري تمنيعه. يجري تطوير الفيروسات المهندسة جينيا بحيث تظل تمنح المناعة ولكنها تفتقر إلى التسلسل المعدي. تدمج الخلايا سوية في الفئران المهجنة بغرض صنع الأضداد وحيدة النسيلة ويجري أنسنتها من خلال الهندسة الوراثية لصنع أضداد وحيدة النسيلة.
تستخدم الهندسة الوراثية لصنعنماذج حيوانية للأمراض التي تصيب الإنسان  وتعتبر الفئران المعدلة وراثيا هي أكثر النماذج شيوعا فيما يخص الحيوانات المعدلة جينيا حيث تم استخدامها لدراسة وتمثيل السرطان (فأر الأورام) والسمنة وأمراض القلب والسكري والتهاب المفاصل وتعاطي المخدرات والقلق والشيخوخة ومرض باركنسون  ويمكن اختبار العلاجات المحتملة مقابل نماذج الفئران هذه. كما وتتم تربية الخنازير المعدلة جينيا بغرض زيادة نجاح عمليات نقل الأعضاء من الخنزير إلى الإنسان.
إن العلاج الجيني ما هو إلا عبارة عن هندسة وراثية للبشر عن طريق استبدال جينات الإنسان المعيوبة بنسخ تعمل بكفاءة ويمكن أن يحصل هذا في الأنسجة الجسمية أو أنسجة الخط الجرثومي. إذا ما تم إدخال الجين إلى نسيج الخط الجرثومي فيمكن عندها تمريره إلى أحفاد ذلك الشخص. تم استخدام العلاج الجيني لعلاج مرضى يعانون من أوجه القصور المناعي (عوز مناعي بشكل ملحوظ) فيما استمرت المحاولات لعلاج اضطرابات جينية أخرى. ما زال نجاح العلاج الجيني محدودا إلى الآن وقد توفي مريض (ويدعى جيس غيلسينغر) خلال اختبار سريري لعلاج جديد. هناك أيضا مخاوف أخلاقية بخصوص استخدام التقنية ليس فقط من أجل العلاج بل لتحسين وتعديل أو تغيير مظهر وتكيف وذكاء وشخصية أو تصرف الكائنات البشرية. ربما يكون من الصعب الفصل بين العلاج والتطوير وتعتبر حركة تطلق على نفسها الما بعد إنسانيين تحسين الإنسان أمرا ممكنا.

### في الأبحاث

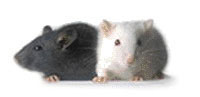
فأر معدل وراثيا

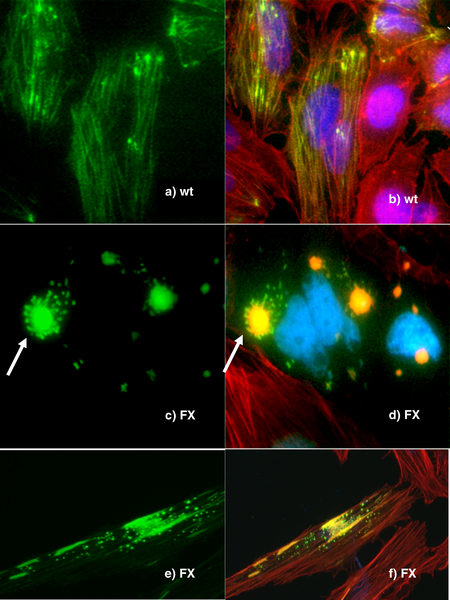
صورة للخلايا البشرية التي يتم فيها دمج بعض البروتينات مع البروتينات الفلورسنتية الخضراء لتسمح بتصويرها

تعتبر الهندسة الوراثية أداة مهمة للعلوم الطبيعية حيث يتم تحويل الجينات والمعلومات الجينية الأخرى من مجموعة واسعة من الكائنات إلى بكتيريا بغرض تخزين وتعديل وصنع بكتيريا معدلة وراثيا أثناء العملية: فالبكتيريا كائنات رخيصة تنمو بسهولة ويمكن استنساخها وتتضاعف بسرعة ومن السهل تحويلها نسبيا ويمكن تخزينها عند درجة حرارة 80 تحت الصفر إلى أجل غير مسمى تقريبا. بمجرد عزل الجين فإنه يمكن تخزينه داخل البكتيريا ليعطي مخزونا غير محدود لأغراض البحث العلمي.
تتم هندسة الكائنات الحية جينيا لاكتشاف وظائف جينات معينة. يمكن أن يؤثر هذا على النمط الظاهري للكائن الحي حيث يتم تعبير الجين أو ما هي الجينات الأخرى التي يتواصل معها. تتطلب هذه التجارب عادة فقدانا للوظيفة واكتسابها والتتبع والتعبير.
- تجارب فقدان الوظيفة:  وهي مشابهة لتجربة تعطيل الجين بحيث تتم هندسة الكائن الحي ليفتقد إلى نشاط واحد أو أكثر من الجينات. تتضمن تجربة التعطيل صنع ومعالجة بناء الدنا في المختبر والذي يتكون في التعطيل البسيط من نسخة من الجين المطلوب تم تعديله ليصبح غير وظيفي. تتحد الخلايا الجينية الجذعية بالجين المعدل الذي يستبدل النسخة الفاعلة الحالية بالفعل. يتم حقن هذه الخلايا الجذعية داخل البيلوستية والتي تزرع داخل الأمهات البديلات. يسمح هذا للشخص الذي يجري التجربة بتحليل العيوب التي تسببها هذه الطفرة ويحدد العلاج دور الجينات المحددة. يستخدم تحديدا في علم الأحياء النمائي. توجد طريقة أخرى -وتستخدم في الكائنات المفيدة مثل ذبابة الفاكهة- وهي تعمل على حث التعديلات في كثافة (تجمع) عال ومن ثم تفحّص السلالة بغرض البحث عن الطفرة المطلوبة. يمكن استخدام عملية مشابهة في حالة النباتات وبدائيات النواة.
- تجارب اكتساب الوظيفة: النظير المنطقي للتعطيل؛ فتجري هذه التجارب بالتزامن مع تجارب التعطيل لإنشاء أكثر دقة للجين المطلوب. تشبه هذه العملية هندسة التعطيل كثيرا باستثناء أن بنائها مصمم لزيادة وظيفة الجين والذي يحصل عادة عن طريق تزويد نسخ إضافية من الجين أو تخليق الحث للبروتين بشكل أكثر تواترا.
- تجارب التتبع: والتي تسعى إلى كسب معلومات حول توطين والتفاعل مع البروتين المطلوب. طريقة لفعل هذا هي استبدال النمط البري من الجين بجين 'انصهار'؛ وهذا تجاور للجين النمط البري مع العامل المبلّغ مثل البروتينات الفلورية الخضراء (GFP) التي ستسمح بتصوّر منتجات التعديل الجيني. بينما يعتبر هذا تقنية مفيدة فإن التلاعب يمكن أن يدمر وظيفة الجين، مما يخلق تأثيرات ثانوية ويستدعي هذا تساؤلا عن نتائج التجربة. تقنيات معقدة أكثر هي الآن في التطوير الذي يتتبع منتجات البروتين دون تخفيف وظيفتها مثل إضافة سلاسل صغيرة يمكنها أن تخدم كربط النماذج المكررة للأجسام المضادة وحيدة النسيلة.
- دراسات التعبير: تهدف إلى اكتشاف مكان وزمان إنتاج بروتينات معينة. في هذه التجارب، سلاسل الدنا قبل الدنا الذي يرمز البروتين والمعروف بمحفّز الجين، والذي يعاد إلى الكائن الحي بمنطقة ترميز البروتين مستبدلة بالجين المبلّغ مثل البروتينات الفلورية الخضراء أو الإنزيم الذي يحفز إنتاج صبغة. وبالتالي فإن الزمان والمكان الذي يتم إنتاج بروتين معين فيه يمكن ملاحظته. دراسات التعبير يمكن أن تمضي خطوة إضافية عن طريق تعديل المحفّز لإيجاد الأجزاء الحاسمة للتعبير المناسب للجين وهو مربوط ببروتينات عامل النسخ؛ هذه العملية تعرف أيضا بسحق المحفز.

### تطبيقات صناعية
من الممكن اختراع مصنع بيولوجي يمكنه إنتاج بروتينات وإنزيمات عن طريق هندسة الجينات إلى بلازميدات بكتيرية. بعض الجينات لا تعمل جيدا في البكتيريا ولذا يمكن استخدام الخميرة حقيقة النواة. تم استغلال مصانع البكتيريا والخميرة لإنتاج الدوائيات مثل الإنسولين وهرمون النمو البشري واللقاحات والملاحق مثل تريبتوفان والمساعدة في إنتاج الطعام (الكيموسين في إنتاج الجبن) والوقود. تم اختبار تطبيقات أخرى تستلزم بكتيريا مهندسة جينية تتطلب إجبار البكتيريا على أداء مهام خارج دائرتها الطبيعية المعروفة مثل تنظيف انسكاب الزيت وباقي النفايات السامة ونفايات الكربون.

### الزراعة

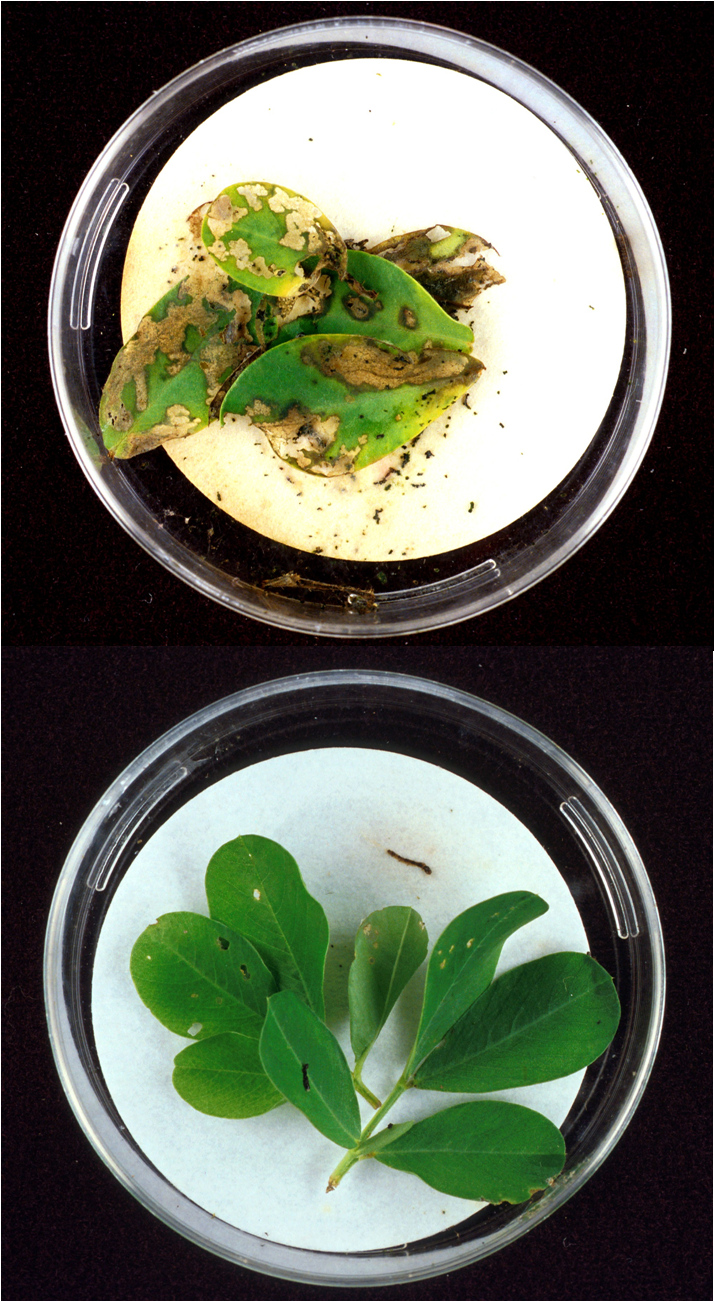
جينات Bt-toxin في أوراق الفول السوداني (الصورة السفلى) تحميها من الدمار الممتد الذي تسببه يرقات ثاقب الذرة الأوربي (الصورة العليا).

صناعة الطعام المعدّل وراثيا هي واحدة من أكثر التطبيقات المعروفة جيدا والمثيرة للجدل في الهندسة الوراثية وتوجد ثلاثة أنواع من المحاصيل المعدلة جينيا. تم تسويق محاصيل الجيل الأول ومعظمها يمنح الحماية من الحشرات و/أو المقاومة من مبيدات الأعشاب. هناك محاصيل مقاومة للفيروسات والفطرية تتطور أثناء النمو ويتم تطويرها لصنع الحشرات وجعل غربلة إدارة المحاصيل أسهل ويمكنها أيضا زيادة إنتاجية المحصول بشكل غير مباشر.
يهدف الجيل المطور الثاني من المحاصيل المعدلة وراثيا إلى تحسين الإنتاجية مباشرة عن طريق تحسين سماحية الملح والبرد أو سماحية الجفاف وإلى زيادة القيمة التغذوية للمحاصيل. يتكون الجيل الثالث من المحاصيل الدوائية، والمحاصيل التي تحوي لقاحات صالحة للأكل وغيرها من العقاقير. تم تعديل بعض الحيوانات المهمة للزراعة جينيا مع هرمونات النمو لزيادة حجمها بينما تمت هندسة الأخرى لتعبير العقاقير والبروتينات في حليبها.
يمكن أن تزيد الهندسة الوراثية للمحاصيل الزراعية معدلات النمو والمقاومة للأمراض المختلفة التي تسببها المسببات المرضية والطفيليات. يمكن أن يكون هذا مفيدا بسبب احتمالية أن يزيد إنتاج مصادر الطعام باستخدام مصادر أقل ضرورية لاستضافة كثافات العالم المتنامية. يمكن أن تقلل هذه المحاصيل المعدلة من استخدام الكيماويات مثل الأسمدة والمبيدات وبالتالي ستقلل من خطورة أو تكرار الأضرار الناتجة من التلوث الكيماوي.
أثيرت مخاوف أخلاقية خاصة بالسلامة حول استخدام الطعام المعدل جينيا. يتصل جزء كبير من القلق الخاص بالسلامة بالآثار المترتبة على صحة الإنسان جراء تناول الطعام المعدّل جينيا وخصوصا عند حدوث ردات فعل سامة أو حساسية. يعتبر انسياب الجينات (Gene Flow) داخل المحاصيل غير المعدلة وراثيا ذات العلاقة التأثيرات البعيدة عن المرمى على الكائنات النافعة والتأثير على التنوع الحيوي مسائل بيئية مهمة وتتضمن المخاوف الأخلاقية المسائل الدينية وسيطرة الشركات على مخزون الغذاء وحقوق الملكية الفكرية ومستوى التصنيف ذي الحاجة في المنتجات المعدلة وراثيا.

### استخدامات أخرى
استخدمت الفيروسات المعدلة وراثيا في علوم المواد لبناء بطارية ليثيوم أيون أكثر صداقة للبيئة. بعض البكتيريا تمت هندستها جينيا لإنتاج صور بيضاء وسوداء بينما الأخرى تمتلك احتمالية لاستخدامها كمجسات عن طريق تعبير بروتينات الفلورسنت تحت ظروف بيئية معينة كما واستخدمت هندسة الوراثة لبناء الفن الحيوي وعناصر الإبداع مثل الورود الزرقاء والأسماك البرّاقة.

## معارضة ونقد الهندسة الوراثية
وجدت دراسة لمحصول الكانولا أجريت في عام 2010 أن الجينات المنقولة في 80% من الأصناف البرية (غير المزروعة أو الوحشية) موجودة في شمال داكوتا، مما يعني أن 80% من النباتات التي ثبتت نفسها في المنطقة كانت أصنافا معدلة جينيا. أفاد الباحثون أنهم "قد وجدوا أن النباتات عالية الكثافة (التي تحوي جينات منقولة) تتواجد قرب الحقول الزراعية وعبر الطرق السريعة الرئيسية، ولكننا وجدنا أيضا نباتات من وسط لا شيء" مضيفين أن "بمرور الزمن، يمكن أن يجعل بناء أنواع مختلفة من مقاومة مبيدات الأعشاب في محصول الكانولا الوحشي (الطبيعي) والأعشاب الضارة ذات العلاقة مثل خردل الحقل معالجتها أكثر صعوبة باستخدام مبيدات الأعشاب.

## الهندسة الوراثية المطبقة على الإنسان
يرتبط تاريخ الهندسة الوراثية المطبقة على الإنسان بالجدل الأخلاقي الذي نشأ خلال سنوات الألفين حول الاستنساخ وأبحاث الخلايا الجذعية الجنينية. هذه المناقشات سلطت الضوء على المخاوف الأخلاقية الكبرى المتعلقة بالتلاعب بالحياة البشرية والنتائج غير المتوقعة لهذه التكنولوجيا. حذر مفكرون مؤثرون، مثل هانز يوناس، من المخاطر المحتملة للهندسة الوراثية، حيث اعتبروها تدخلاً في مجالات أساسية تتعلق بكرامة الإنسان، مما أثار تساؤلات حول تحسين النسل وحدود التدخل البشري في الحياة.
تثير الهندسة الوراثية المطبقة على الإنسان، خصوصًا من خلال أدوات مثل CRISPR، أسئلة أخلاقية عميقة. وعلى الرغم من أن النقاشات حول هذه التقنيات قد تضاءلت في الساحة العامة، إلا أن القضايا المطروحة لا تزال بالغة الأهمية. فالتعديل الوراثي للبشر يمس موضوعات تقليدية مثل تحسين النسل، كرامة الإنسان، والمخاطر غير المتوقعة. ومع ذلك، رغم المخاوف بشأن الانحرافات المحتملة، فإن تنظيم الهندسة الوراثية الحالي يتم إلى حد كبير عبر هيئات علمية وليس من خلال السلطة السياسية، مما يشير إلى إدارة أكثر تقنية لهذه القضايا الحساسة.